# Direktpress
Direktpress, stiliserat som DirektPress, är ett medieföretag som varje vecka ger ut ca 40 lokala gratistidningar. Tidningarna har en sammanlagd upplaga på drygt 1 200 000 exemplar och distribueras hem till hushållen och via tidningsställ. Tidningarnas innehåll har en stark lokal prägel och säger sig vara journalistiskt oberoende gentemot sina annonsörer.

## Historik
Den äldsta av tidningarna som Direktpress gav ut var Östermalmdirekt, startad redan 1968 av Christer Falk. Under 2000-talet expanderade man dels genom nystarter, dels genom uppköp av andra förlags tidningar. Sommaren/hösten 2011 tillkom Vi i Sollentuna och Vi i Väsby, medan man redan under våren lanserade Norra Sidan och Södra Sidan. I och med satsningarna 2011 distribuerade förlaget 18 tidningar med en sammanlagd upplaga på 869 000 exemplar per nummer. Senare har man ökat antalet tidningar till mellan 20 och 30, med fem editioner i Göteborgsområdet. En expansion till tätortsområden i Västerås och fler delar i Uppland blev dock tillfällig, med editionsnedläggningar som följd.
Förutom lokaltidningarna hade förlaget nyhetssajter och nyhetsappar med lokal information – en för Stockholmsregionen och en för Göteborgsområdet. Den för Stockholmsregionen – Stockholmdirekt – startade sent 2014.
Förlaget är även verksamt i Göteborgsområdet. Där gav man 2017 ut fem olika lokaltidningar, vilka sedan 2016 samlats under det gemensamma namnet Göteborgdirekt. Detta skedde i samband med att man 2016 omorienterade sin journalistik, från en primärt för papperstidningar till en primärt för webben. Som mest hade förlaget utgivning av nio olika lokaltidningar i Göteborgsområdet.
Direktpress tidningar konkurrerade på en del lokala marknader med bland annat olika Mitt i'-editioner.
Våren 2019 bytte alla Direktpress-tidningar i Stockholmsregionen namn och fick nya med ändelsen ”Direkt”, så som Östermalmdirekt, Södermalmdirekt, Söderortdirekt.
I juni 2020 inleddes ett samgående med tidigare konkurrenten Mitt i. I oktober 2020 slogs samtliga titlar, utom de i Göteborg, ihop med Mitt i varvid utgivningen därefter skedde under namnet Mitt i.
Tidningarnas webbsidor är bland annat goteborgdirekt.se och mitti.se.

## Tidningar
Nedanstående tidningar ingick i Direktpress-gruppen anno 2019. 

### Stockholmsområdet
- Botkyrkadirekt
- Brommadirekt (tidigare Bromma Tidning)
- Bålsta/Upplands-Brodirekt (tidigare Bålstabladet – Upplands-Brobladet)
- Danderyddirekt (tidigare Danderyd Nyheter)
- Enköpingdirekt (tidigare Ena-Håbo Tidningen)
- Huddingedirekt (tidigare Södra Sidan Huddinge)
- Hässelbydirekt (tidigare Hässelby Tidning)
- Järfälladirekt (tidigare Järfälla Tidning)
- Mälarödirekt (tidigare Mälarö Tidning)
- Skärholmendirekt
- Spångadirekt (tidigare Spånga Tidning)
- Södermalmdirekt (tidigare Södermalmsnytt)
- Söderortdirekt - Farsta/Sköndal
- Söderortdirekt - Hammarby/Skarpnäck
- Söderortdirekt - Liljeholmen/Älvsjö
- Söderortdirekt - Årsta/Enskede
- Täbydirekt (tidigare Täby Nyheter)
- Vallentunadirekt (tidigare Vallentuna Nyheter)
- Kistadirekt
- Tenstadirekt
- Rinkebydirekt
- Sollentunadirekt (tidigare Vi i Sollentuna)
- Solnadirekt (tidigare Vi i Solna)
- Sundbybergdirekt (tidigare Vi i Sundbyberg)
- Vasastandirekt (tidigare Vi i Vasastan)
- Vi i Väsbydirekt (tidigare Vi i Väsby)
- Kungsholmendirekt (tidigare Vårt Kungsholmen)
- Vällingbydirekt (tidigare Vällingby Tidning)
- Östermalmdirekt (tidigare Östermalmsnytt)

Tidigare gav man även ut följande tidningseditioner
- Knivstabygden
- Sigtunabygden
- Södra Sidan Salem
- Södra Sidan Skärholmen
- Södra Sidan Tumba
- Uppsalatidningen
- Västerås Tidning

### Göteborgsområdet
- Göteborgdirekt Angered – Östra Göteborg (tidigare Tidningen Nordost)
- Göteborgdirekt Askim – Norra Halland (tidigare Tidningen Sydväst)
- Göteborgdirekt Centrum – Majorna/Linné (tidigare Tidningen Centrum)
- Göteborgdirekt Frölunda Högsbo (tidigare Tidningen Väster)
- Göteborgdirekt Hisingen (tidigare Tidningen Hisingen)